# Directeur communicatie van het Witte Huis
De Directeur communicatie van het Witte Huis (Engels: White House Communications Director) is als lid van de staf van de president van de Verenigde Staten verantwoordelijk voor het opstellen en promoten van de agenda van de president. De directeur is medeverantwoordelijk voor de speech van de State of the Union.
De functie is in 1968 ingesteld onder president Richard Nixon, met Herb Klein als eerste directeur van 1969 tot 1973.
| Nr.    | Directeur van Communicatie White House Communications Director | Directeur van Communicatie White House Communications Director | Directeur van Communicatie White House Communications Director | Ambtstermijn              | Ambtstermijn     | Partij(en)       | President(en)                |
| ------ | -------------------------------------------------------------- | -------------------------------------------------------------- | -------------------------------------------------------------- | ------------------------- | ---------------- | ---------------- | ---------------------------- |
| 1      |                                                                |                                                                | Herb Klein (1918–2009)                                         | 20 januari 1969           | 1 juli 1973      | R                | Richard Nixon (1969–1974)    |
| Vacant |                                                                |                                                                |                                                                |                           |                  |                  | Richard Nixon (1969–1974)    |
| 2      |                                                                |                                                                | Ken Clawson (1939–1999)                                        | 30 januari 1974           | 4 november 1974  | R                | Richard Nixon (1969–1974)    |
| 2      | R                                                              | Gerald Ford (1974–1977)                                        | Ken Clawson (1939–1999)                                        | 30 januari 1974           | 4 november 1974  |                  |                              |
| 3      |                                                                | Gerald Ford (1974–1977)                                        |                                                                | Jerry Warren (1930–2015)  | 4 november 1974  | 15 augustus 1975 | R                            |
| 4      |                                                                | Gerald Ford (1974–1977)                                        | Margita White                                                  | Margita White (1937–2002) | 15 augustus 1975 | 12 juli 1976     | R                            |
| 5      |                                                                | Gerald Ford (1974–1977)                                        | David Gergen                                                   | David Gergen (1942)       | 2 juli 1976      | 20 januari 1977  | R                            |
| Vacant | Vacant                                                         | Vacant                                                         | Vacant                                                         | Vacant                    | Vacant           | Vacant           | Jimmy Carter (1977–1981)     |
| 6      |                                                                | Gerald Rafshoon                                                | Gerald Rafshoon (1934)                                         | 1 juli 1978               | 15 august 1979   | D                | Jimmy Carter (1977–1981)     |
| Vacant |                                                                |                                                                |                                                                |                           |                  |                  | Jimmy Carter (1977–1981)     |
| 7      |                                                                |                                                                | Frank Ursomarso (1942)                                         | 20 januari 1981           | 18 juni 1981     | R                | Ronald Reagan (1981–1989)    |
| 8      |                                                                | David Gergen                                                   | David Gergen (1942)                                            | 18 juni 1981              | 15 januari 1984  | R                | Ronald Reagan (1981–1989)    |
| 9      |                                                                | Michael McManus                                                | Michael McManus (1943)                                         | 15 januari 1984           | 5 februari 1985  | R                | Ronald Reagan (1981–1989)    |
| 10     |                                                                | Pat Buchanan                                                   | Pat Buchanan (1938)                                            | 5 februari 1985           | 1 maart 1987     | R                | Ronald Reagan (1981–1989)    |
| 11     |                                                                |                                                                | Jack Koehler (1930)                                            | 1 maart 1987              | 13 maart 1987    | R                | Ronald Reagan (1981–1989)    |
| 12     |                                                                | Tom Griscom                                                    | Tom Griscom (1949)                                             | 13 maart 1987             | 1 juli 1988      | R                | Ronald Reagan (1981–1989)    |
| 13     |                                                                | Mari Maseng                                                    | Mari Maseng (1954)                                             | 1 juli 1988               | 20 januari 1989  | R                | Ronald Reagan (1981–1989)    |
| 14     |                                                                |                                                                | David Demarest (1951)                                          | 20 januari 1989           | 22 augustus 1992 | R                | George H.W. Bush (1989–1993) |
| 15     |                                                                | Margaret Tutwiler                                              | Margaret Tutwiler (1950)                                       | 22 augustus 1992          | 20 januari 1993  | R                | George H.W. Bush (1989–1993) |
| 16     |                                                                | George Stephanopoulos                                          | George Stephanopoulos (1961)                                   | 20 januari 1993           | 7 juni 1993      | D                | Bill Clinton (1993–2001)     |
| 17     |                                                                | Mark Gearan                                                    | Mark Gearan (1956)                                             | 7 juni 1993               | 15 augustus 1995 | D                | Bill Clinton (1993–2001)     |
| 18     |                                                                |                                                                | Don Baer (1954)                                                | 15 augustus 1995          | 31 juli 1997     | D                | Bill Clinton (1993–2001)     |
| 19     |                                                                | Ann Lewis                                                      | Ann Lewis (1937)                                               | 31 juli 1997              | 10 maart 1999    | D                | Bill Clinton (1993–2001)     |
| 20     |                                                                |                                                                | Loretta Ucelli (1954)                                          | 10 maart 1999             | 20 januari 1993  | D                | Bill Clinton (1993–2001)     |
| 21     |                                                                | Karen Hughes                                                   | Karen Hughes (1956)                                            | 20 januari 2001           | 1 oktober 2001   | R                | George W. Bush (2001–2009)   |
| 22     |                                                                | Dan Bartlett                                                   | Dan Bartlett (1971)                                            | 1 oktober 2001            | 5 januari 2005   | R                | George W. Bush (2001–2009)   |
| 23     |                                                                |                                                                | Nicolle Wallace (1972)                                         | 5 januari 2005            | 24 juli 2006     | R                | George W. Bush (2001–2009)   |
| 24     |                                                                |                                                                | Kevin Sullivan (1958)                                          | 24 juli 2006              | 20 januari 2001  | R                | George W. Bush (2001–2009)   |
| 25     |                                                                |                                                                | Ellen Moran (1966)                                             | 20 januari 2009           | 22 april 2009    | D                | Barack Obama (2009–2017)     |
| [ 3 ]  |                                                                | Anita Dunn                                                     | Anita Dunn (1958)                                              | 22 april 2009             | 30 november 2009 | D                | Barack Obama (2009–2017)     |
| 26     |                                                                | Dan Pfeiffer                                                   | Dan Pfeiffer (1975)                                            | 30 november 2009          | 25 januari 2013  | D                | Barack Obama (2009–2017)     |
| 27     |                                                                | Jen Palmieri                                                   | Jen Palmieri (1966)                                            | 25 januari 2013           | 1 april 2015     | D                | Barack Obama (2009–2017)     |
| 28     |                                                                | Jen Psaki                                                      | Jen Psaki (1978)                                               | 1 april 2015              | 20 januari 2017  | D                | Barack Obama (2009–2017)     |
| 29     |                                                                | Sean Spicer                                                    | Sean Spicer (1971)                                             | 20 januari 2017           | 7 maart 2017     | R                | Donald Trump (2017–2021)     |
| 30     |                                                                | Michael Dubke                                                  | Michael Dubke (1970)                                           | 7 maart 2017              | 1 juni 2017      | R                | Donald Trump (2017–2021)     |
| [ 3 ]  |                                                                | Sean Spicer                                                    | Sean Spicer (1971)                                             | 1 juni 2017               | 21 juli 2017     | R                | Donald Trump (2017–2021)     |
| 31     |                                                                | Anthony Scaramucci                                             | Anthony Scaramucci (1964)                                      | 21 juli 2017              | 31 juli 2017     | R                | Donald Trump (2017–2021)     |
| 32     |                                                                | Hope Hicks                                                     | Hope Hicks (1988)                                              | 31 juli 2017              | 30 maart 2018    | R                | Donald Trump (2017–2021)     |
| 33     |                                                                | Bill Shine                                                     | Bill Shine (1963)                                              | 30 maart 2018             | 9 maart 2019     | R                | Donald Trump (2017–2021)     |
| 34     |                                                                | Stephanie Grisham                                              | Stephanie Grisham (1976)                                       | 9 maart 2019              | 20 januari 2021  | R                | Donald Trump (2017–2021)     |
| 35     |                                                                | Kate Bedingfield                                               | Kate Bedingfield (1982)                                        | 20 januari 2021           | heden            | D                | Joe Biden (2021–heden)       |